# Massacro della Bath School
Il massacro della Bath School è stato un attentato compiuto il 18 maggio 1927 a Bath Township, nel Michigan (USA): l'esplosione di tre ordigni uccise 45 persone e ne ferì altre 58. La maggior parte delle vittime erano bambini che frequentavano la Bath Consolidated School. L'attentato rappresenta il più grave massacro scolastico nella storia degli Stati Uniti, provocando 12 vittime in più di quelle che si sarebbero poi verificate nel massacro al Virginia Polytechnic Institute e il triplo delle vittime del massacro alla Columbine High School.
Fu riconosciuto quale responsabile dell'eccidio Andrew P. Kehoe, dipendente dell'istituto, apparentemente mosso dall'indignazione per una tassa imposta alcuni anni prima per far fronte alle spese di costruzione dell'edificio scolastico. La mattina del 18 maggio, Kehoe uccise la moglie prima di far detonare una bomba incendiaria nella sua fattoria. Quando i vigili del fuoco giunsero sul posto, una violenta esplosione devastò l'ala nord dell'edificio scolastico, uccidendo le molte persone presenti al suo interno. Kehoe aveva utilizzato un detonatore per scatenare l'esplosione di diversi chili di dinamite che aveva posizionato segretamente all'interno della scuola nei mesi precedenti. Quando i soccorritori si diressero nei pressi dell'edificio scolastico, l'uomo si avvicinò al luogo in macchina, una Ford Model T Pickup Truck, si fermò e fece detonare una bomba piazzata all'interno del suo veicolo, uccidendo se stesso, il sovrintendente scolastico e quattro passanti, ferendo inoltre diverse altre persone. Durante i soccorsi vennero scoperti circa 230 kg di dinamite inesplosa posizionata nel seminterrato dell'ala sud dell'edificio.

## Informazioni generali

### Bath Township

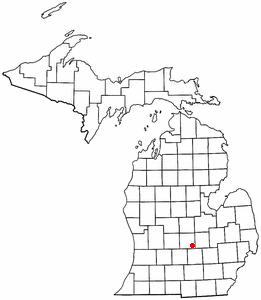
Bath, Michigan

Bath Township è una piccola comunità a dieci miglia a nordest di Lansing (Michigan) comprendente il villaggio di Bath. Nei primi anni venti l'area era essenzialmente agricola. Nel 1922 gli elettori di Bath furono chiamati a votare per finanziare la costruzione di un edificio scolastico, che venne in seguito realizzato e che l'anno dell'apertura ospitò 236 studenti.
Gli anni iniziali del ventesimo secolo videro negli Stati Uniti la scomparsa di molte scuole a stanza unica, dove studenti di diversa età e classe condividevano la stessa stanza e gli stessi insegnanti. Gli insegnanti dell'epoca infatti credevano che i ragazzi avrebbero potuto ricevere una migliore educazione e un miglior insegnamento se avessero potuto seguire le lezioni in un unico luogo. I ragazzi di diversa età potevano essere divisi in classi e la stessa struttura scolastica poteva migliorare qualitativamente. Dopo anni di dibattiti, quando Bath Township creò il suo distretto scolastico, furono alzate le tasse per far fronte alle spese di costruzione della scuola. Il risultato fu che nuove tassazioni furono imposte ai proprietari terrieri, incluso lo stesso Andrew Kehoe.

### Andrew Kehoe
Andrew nacque a Tecumseh (Michigan), il 1º febbraio 1872, in una famiglia di 13 figli. Sua madre morì quando era giovane e suo padre in seguito si risposò. Kehoe veniva spesso alle mani con la sua matrigna. All'età di 14 anni, la stufa di famiglia esplose mentre la matrigna cercava di accenderla. L'olio che serviva per alimentare la stufa le inzuppò i vestiti che presero fuoco. Andrew la osservò per alcuni secondi bruciare prima di gettarle addosso un secchio d'acqua nel tentativo di spegnere le fiamme. La matrigna morì poco più tardi per le gravi ustioni riportate.
Kehoe frequentò la Tecumseh High School e successivamente il Michigan State College (che più tardi divenne l'Università statale del Michigan), dove incontrò la sua futura moglie, Ellen "Nellie" Price, figlia di una famiglia benestante di Lansing. Sposati nel 1912, si spostarono in continuazione fino a quando, nel 1919 la coppia comprò una fattoria da 75 ettari fuori Bath, pagandola 12.000 dollari, pagandone 6.000 in contanti e gli altri 6.000 accendendo un'ipoteca.
Kehoe fu definito dai suoi vicini di casa come un ragazzo intelligente, sempre pulito, vestito meticolosamente, ed era conosciuto per il vizio di cambiarsi la camicia non appena diventasse leggermente sporca. I vicini lo definirono anche una persona crudele nei confronti degli animali della sua fattoria, avendo una volta picchiato a morte un cavallo. Non erano inoltre granché impressionati dalle sue abilità nel gestire la fattoria.
Con la reputazione di persona parsimoniosa, Kehoe venne eletto "tesoriere" della Bath School nel 1924. Una volta assunto l'incarico si batté ripetutamente per una riduzione delle tasse, contestando una cattiva amministrazione al precedente responsabile Emory Huyck, reo di aver imposto la tassa per la costruzione della scuola che aveva pesato sulle già povere condizioni finanziarie della sua famiglia.
Mentre ricopriva tale carica, nel 1925 fu nominato cancelliere (clerk) di Bath Township, ma non riuscì a mantenere la carica nelle successive elezioni avvenute verso la fine dello stesso anno.
In quegli anni sua moglie Nellie si ammalò di tubercolosi, dovendo di conseguenza subire ripetuti ricoveri ospedalieri che molto probabilmente giocarono un ruolo importante nel peggioramento della situazione finanziaria della famiglia, la quale si indebitò. Al momento della strage, Kehoe aveva smesso di pagare i debiti per la fattoria acquisita e il prestatore, avendo il diritto di riscatto, aveva avviato procedimenti legali contro la fattoria.

### Acquisto e piazzamento dell'esplosivo
Non esistono chiare indicazioni riguardo a quando Kehoe abbia ideato e pianificato la strage. Un'investigazione seguente alla tragedia, fatta basandosi sul periodo di acquisto dell'esplosivo, portò alle conclusioni che il piano fu probabilmente in sviluppo per almeno un anno.
Nell'inverno del 1926 la scuola chiese a Kehoe di fornire assistenza all'interno dell'istituto. Conosciuto come una persona in grado di svolgere diversi lavori, era anche in grado di maneggiare con familiarità attrezzatura elettrica. Essendo quindi una persona impegnata nella scuola e designato per quello specifico compito, ebbe libero accesso alla scuola e la sua presenza nell'edificio non destò mai sospetti.
Nell'inizio dell'estate del 1926 Kehoe acquistò oltre una tonnellata di esplosivo incendiario (originariamente introdotto durante la prima guerra mondiale) senza destare nessun sospetto, visto che all'epoca gli allevatori usavano tale sostanza per scavare grosse buche nelle loro proprietà. Nel novembre 1926 Kehoe si spostò a Lansing (Michigan), dove acquistò due scatole di dinamite. Anche quest'ultima era comunemente utilizzata nelle fattorie e i suoi numerosi acquisti di piccole quantità effettuati in diversi rivenditori non destarono alcun sospetto. I vicini riportarono spesso di udire esplosioni da dinamite che Kehoe utilizzava per rimuovere tronchi di alberi tagliati.

## Il giorno del disastro

### Prima esplosione
Verso le 8:45 del mattino Kehoe fece detonare la bomba incendiaria nella sua fattoria. I vicini notarono il fuoco e personale volontario dei vigili del fuoco sparso nelle zone limitrofe all'incidente accorse immediatamente sulla scena del disastro.

### Seconda esplosione
Alle 9:45 del mattino un'esplosione fu udita nell'edificio scolastico. Alcuni soccorritori presenti alla fattoria di Kehoe lasciarono il posto e si diressero verso la scuola. Una insegnante, Bernice Sterling, definì l'esplosione come un terribile terremoto.
A causa dell'esplosione l'ala nord della struttura collassò su di essa, parte del muro si sbriciolò e una sezione del tetto crollò sul pavimento.
Monty Ellsworth, una vicina dei Kehoe, raccontò:
Ellsworth uscì dall'edificio per dirigersi alla sua fattoria in cerca di una grossa fune che utilizzava nel macello, con la quale avrebbe tentato di rimuovere la parte di tetto crollata sugli studenti.
Mentre si dirigeva alla fattoria Ellsworth riportò di aver visto Kehoe nella sua macchina andare nella direzione opposta alla sua, dirigendosi quindi verso l'istituto scolastico.
La scena alla scuola era caotica. Un testimone oculare, Robert Gates, raccontò come madri dopo madri accorsero all'istituto chiedendo informazioni sui loro figli e, vedendo le forme umane senza vita giacere sdraiate nel prato, piansero singhiozzando. In poco tempo, oltre cento uomini erano al lavoro cercando di spostare i detriti dell'edificio e circa lo stesso numero di donne era alla ricerca dei propri figli.

### Terza esplosione
Circa un'ora dopo l'esplosione Kehoe sopraggiunse con il suo Ford Model T Pickup Truck nei pressi della scuola e richiamò l'attenzione di Huyck, il sovrintendente alla gestione dei fondi scolastici, che riteneva essere il principale responsabile delle sovrattasse applicate ai proprietari terrieri. Secondo un testimone oculare, quando Huyck si avvicinò alla macchina, Kehoe estrasse il fucile e sparò in direzione del sedile posteriore. A causa dello sparo, la dinamite presente nel veicolo esplose uccidendo Kehoe stesso, il sovrintendente Huyck, Glenn O. Smith e Nelson McFarren, un allevatore in pensione.
Cleo Claton, un bambino di 8 anni, uscito dall'edificio, fu travolto dall'esplosione del veicolo e ucciso. Diversi altri rimasero feriti a causa delle parti di automobile scagliate sulla folla.
Dopo che la macchina di Kehoe esplose, Ellsworth raccontò:
O.H. Buck, il capo della squadra di soccorritori, definì la scena dopo l'esplosione finale:

## Vittime
| Uccisi prima delle esplosioni - Nellie Kehoe (52) moglie di Andrew Kehoe Uccisi nella prima esplosione - Arnold V. Bauerle (8) - Henry Bergan (14) - Herman Bergan (11) - Emilie M. Bromundt (11) - Robert F. Bromundt (12) - Floyd E. Burnett (12) - Russell J. Chapman (8) - F. Robert Cochran (8) - Ralph A. Cushman (7) - Earl E. Ewing (11) - Katherine O. Foote (10) - Margory Fritz (9) - Carlyle W. Geisenhaver (9) |  | - George P. Hall Jr (8) - Willa M. Hall (11) - Iola I. Hart (12) - Percy E. Hart (11) - Vivian O. Hart (8) - Blanche E. Harte (30) - Gailand L. Harte (12) - LaVere R. Harte (9) - Stanley H. Harte (12) - Francis O. Hoeppner (13) - Cecial L. Hunter (13) - Doris E. Johns (8) - Thelma I. MacDonald (8) - Clarence W. McFarren (13) - J. Emerson Medcoff (8) - Emma A. Nickols (13) - Richard D. Richardson (12) |  | - Elsie M. Robb (12) - Pauline M. Shirts (10) - Hazel I. Weatherby (21) - Elizabeth J. Witchell (10) - Lucile J. Witchell (9) - Harold L. Woodman (8) - George O. Zimmerman (10) - Lloyd Zimmerman (12) Uccisi dall'esplosione della macchina di Kehoe - G. Cleo Claton (8) - Emory E. Huyck (33) - Andrew P. Kehoe (55) - Nelson McFarren (74) - Glenn O. Smith (33) Vittime a causa delle ferite - Beatrice P. Gibbs (10) |

### Operazioni di salvataggio
Diversi assistenti telefonici restarono al lavoro per molte ore successive alla tragedia cercando di contattare dottori, aziende funerarie, ospedali e chiunque altro avesse potuto essere d'aiuto. I vigili del fuoco di Lansing inviarono tre uomini e il camion chimico della cittadina.
Il medico locale, Dr. J.A. Crum, e sua moglie, un'infermiera, che avevano entrambi servito il loro paese nella prima guerra mondiale ed erano ritornati a Bath aprendo una farmacia, dopo l'esplosione trasformarono il loro negozio in un centro di assistenza nel quale venivano razionate le risorse mediche. Questo fu dovuto al fatto che il numero di feriti con necessità di assistenza superava le risorse mediche disponibili. Tutto ciò fu fatto per garantire assistenza e trattare quei pazienti che ne avevano più bisogno e che erano in grado di beneficiarne. I morti venivano invece collocati temporaneamente all'interno degli uffici comunali trasformati per l'occasione in obitori, mentre i cittadini furono ingaggiati per utilizzare le loro automobili come ambulanze aggiuntive per trasportare i sopravvissuti e le famiglie agli ospedali.
Centinaia di persone lavorarono tutto il giorno fra le rovine dell'edificio nel tentativo di trovare e salvare altre piccole vite umane. Numerose furono anche le persone che, pur non potendo vantare nessuna qualifica o abilità particolare, sopraggiunsero per aiutare le squadre di soccorso. Il capo dei vigili del fuoco di Lansing e 34 suoi uomini giunsero sul posto della strage, così come fecero diversi agenti di polizia di stato del Michigan, i quali avevano il compito di gestire il deflusso di macchine da e verso il luogo dell'incidente. I feriti furono trasportati allo Sparrow Hospital e al St. Lawrence Hospital di Lansing.
Il governatore del Michigan, Fred Green, giunse nel pomeriggio e assistette ai lavori di soccorso. La Lawrence Banking Company inviò sul posto un furgone con torte e sandwich, che furono offerti ai sopravvissuti.
Durante le operazioni di salvataggio furono trovati 230 kg di dinamite inesplosa che Kehoe aveva piazzato nell'ala sud dell'edificio scolastico. I soccorsi furono temporaneamente interrotti per permettere alla polizia di rendere inoffensivo il materiale. Durante il lavoro di messa in sicurezza della dinamite inesplosa, la polizia trovò anche un detonatore ad orologeria settato per far esplodere la carica alle 9:45, esattamente l'orario in cui avvenne la prima esplosione nell'ala nord dell'edificio. La ragione per la quale l'esplosione non si innescò non poté mai essere determinata con certezza. Alcuni investigatori ipotizzarono che l'esplosione iniziale avesse causato un corto circuito nel secondo pacco di esplosivo.
La polizia e i vigili del fuoco continuarono il lavoro anche alla fattoria del signor Kehoe per investigare sulle cause dell'incendio e solamente il giorno successivo, il 19 maggio, identificarono il corpo della moglie carbonizzato fra le macerie. Il corpo era così sfigurato che non fu notato da nessuna delle centinaia di persone, fra curiosi e soccorritori, che giunsero sul posto il giorno precedente.
Tutti gli edifici presenti nella fattoria di Kehoe furono distrutti dal fuoco e gli animali rimasti intrappolati nelle stalle morirono. Ironicamente, si stimò in seguito che la quantità di attrezzatura e materiali inutilizzati presenti nella fattoria avrebbe permesso a Kehoe di estinguere l'ipoteca che gravava sulla sua famiglia e per la quale si rese protagonista del folle gesto.

Gli investigatori trovarono un messaggio lasciato da Kehoe, riportato su di un legno legato allo steccato della fattoria grazie a del filo di ferro. Il messaggio diceva:

(Andrew Kehoe)

## Conseguenze
La croce rossa americana stabilì il suo quartier generale delle operazioni nella farmacia della famiglia Crum, fornendo aiuti e supporto alle vittime. Il quartier generale della Croce Rossa di Lansing fu tenuto aperto fino alle 11:30 di notte per fornire assistenza telefonica, aggiornare la lista delle vittime e dei feriti, fornire informazioni e pianificare servizi per il giorno seguente.
La Croce Rossa inoltre amministrò le donazioni ricevute per pagare sia le spese mediche necessarie ai sopravvissuti sia i costi che i decessi comportavano. In poche settimane furono raccolti 5.284,15 dollari attraverso le donazioni, inclusi 2.500 dollari donati dalla contea di Clinton e 2.000 dallo stato del Michigan.
Nelle settimane successive alla tragedia si svolsero diversi funerali, la maggior parte dei quali sabato 22 maggio. Il disastro occupò le prime pagine dei giornali nazionali e ci rimase fino al 23 maggio, giorno in cui venne annunciato che lo Spirit of Saint Louis guidato da Charles Lindbergh compì la prima trasvolata atlantica in solitario.
Centinaia di veicoli da zone periferiche a Bath Township accorsero sulla scena dell'incidente. Oltre 100.000 veicoli transitarono il sabato successivo, un'enorme quantità di traffico per l'area. Alcuni cittadini di Bath definirono la processione di automobili come un'intrusione non giustificata nei loro momenti di dolore, ma li accettarono di buon grado, essendo comunque una dimostrazione di solidarietà e supporto da parte delle comunità locali.
La confraternita di matrice xenofoba del Ku Klux Klan asserì a seguito dell'incidente, che il gesto di Kehoe era il risultato della sua aderenza alle posizioni del Cattolicesimo Romano contro i protestanti e gli atei.

### Inchiesta legale
Il legale giunse sul posto lo stesso giorno dell'incidente e nominò sei leader di comunità da utilizzare come giuria d'investigazione per tutta la settimana successiva, periodo nel quale si svolsero le indagini. Anche se non vi erano dubbi sul fatto che Kehoe fosse il responsabile della strage, la giuria aveva il compito di determinare se il comitato scolastico o qualche impiegato interno potesse essere colpevole di negligenza.

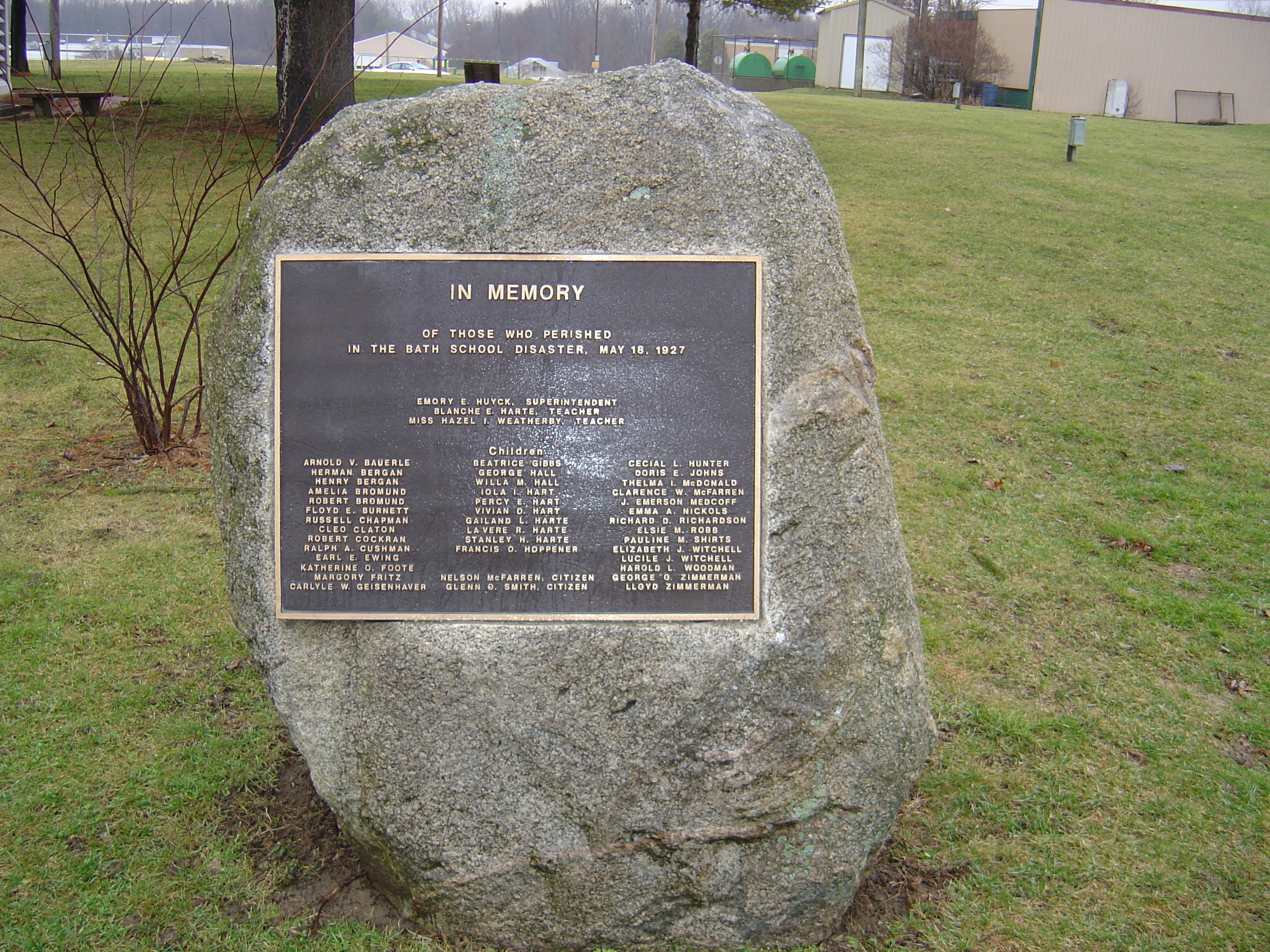
La targa commemorativa presente all'entrata del parco.

Il vicino di Kehoe, Sidney J. Howell, testimoniò che dopo l'incidente alla fattoria, Kehoe si rivolse a lui e a tre ragazzi dicendo:
Tre guardafili telefonici che lavoravano vicino a Bath testimoniarono che, dopo essere giunto nei pressi della scuola in macchina, Kehoe fece esplodere l'autovettura sulla quale sedeva, investendo uno di loro. Questa versione però ne contraddiceva una precedente, secondo la quale prima di farsi esplodere Kehoe avrebbe attratto nelle vicinanze della macchina il sovrintendente Huych.
Dopo oltre una settimana di testimonianze, la giuria esonerò la scuola e i suoi impiegati da ogni responsabilità. Nel suo verdetto la giuria concluse che, vista la sanità mentale di Kehoe, non esisteva nessun motivo per sospettare delle sue azioni, che il comitato scolastico e Frank Smith, il bidello della scuola, non si erano resi responsabili di comportamenti di negligenza durante lo svolgimento dei propri doveri scolastici e che nessuno era colpevole per non aver scoperto il piano di Kehoe.
L'inchiesta determinò che Kehoe assassinò il sovrintendente Emory Huyck la mattina del 18 maggio. Fu inoltre il verdetto della giuria a stabilire che l'edificio scolastico esplose a causa del suo piano e che Kehoe stesso, senza l'aiuto di nessun altro, uccise 43 persone, inclusa sua moglie Nellie. Il suicidio di Kehoe, e la successiva morte di Beatrice Gibbs, avvenuta tre mesi dopo durante un intervento chirurgico all'anca, e considerata direttamente attribuibile al disastro, portò definitivamente il numero dei morti a 45.
Il corpo di Kehoe fu richiesto più tardi dalla sorella. Senza cerimonia, fu seppellito in una fossa senza nome, in un cimitero inizialmente sconosciuto. Più tardi, fu rivelato che fu seppellito nell'area dei poveri del Mt. Rest Cemetery, nella contea di Clinton. La moglie Nelly fu invece seppellita dalla sua famiglia con il suo nome da nubile, Price, nel cimitero di Mount Hope a Lansing.

### Ricostruzione
Il governatore Fred Green creò un fondo speciale con i soldi donati dallo stato e dal governo locale. Numerose persone del luogo e dei paesi limitrofi fecero la propria parte per ampliare il fondo, mentre contemporaneamente il comitato scolastico avviò una seconda raccolta fondi per la ricostruzione dell'edificio.
Le lezioni ripresero il 5 settembre 1927 e durante gli anni 1927-28 si tennero in diversi edifici statali e in due negozi appositamente adibiti ad edifici scolastici. Nel frattempo l'architetto di Lansing Warren Holmes donò i progetti di costruzione del nuovo edificio scolastico che il comitato scolastico approvò il 14 settembre. Il 15 settembre il senatore del Michigan James Couzens offrì un assegno personale di 75.000 dollari che andò ad inserirsi nel fondo di ricostruzione.
Nel 1928 l'artista Carlton W. Angell donò alla scuola una statua intitolata Girl With a Cat, letteralmente Ragazza con un gatto. La statua è attualmente conservata nel Bath School Museum, un museo situato all'interno del distretto scolastico di Bath, adiacente alla zona dell'edificio distrutto. L'iscrizione dell'artista dedica la statua "al coraggio e alla determinazione delle persone di Bath". La scultura fu finanziata dalle donazioni di giovani studenti dello stato del Michigan. Si mormorò successivamente che parte delle monete donate furono appositamente fuse per creare la placca commemorativa della statua.
L'ala nord dell'edificio crollata fu in seguito demolita completamente e ricostruita grazie alle donazioni della cittadinanza. La nuova scuola, la "James Couzens Agricultural School", fu inaugurata il 18 agosto 1928.
Nel 1975 l'edificio fu demolito completamente e al suo posto fu costruito un piccolo parco commemorativo dedicato alle vittime della strage. Al centro del parco compare oggi la cupola dell'edificio originale, l'unica parte conservata intatta, mentre all'entrata del parco è posta una targa commemorativa in bronzo fissata su un grosso masso, recante i nomi delle vittime.